# Salvia longistyla
Salvia longistyla är en kransblommig växtart som beskrevs av George Bentham. Salvia longistyla ingår i släktet salvior, och familjen kransblommiga växter. Inga underarter finns listade i Catalogue of Life.